# Кубок сезону 1987
Шостий розіграш кубка сезону відбувся у рамках десятого туру регулярного чемпіонату на Центральному стадіоні в Москві 18 травня 1987 року. У грі брали участь чемпіон країни — київське «Динамо» і володар кубка СРСР — московське «Торпедо».

## Претенденти
«Динамо» (Київ) — дванадцятиразовий чемпіон СРСР (1961, 1966, 1967, 1968, 1971, 1974, 1975, 1977, 1980, 1981, 1985, 1986), семиразовий володар кубка СРСР (1954, 1964, 1966, 1974, 1978, 1982, 1985), дворазовий володар кубка володарів кубків (1975, 1986), володар суперкубка УЄФА (1975).
«Торпедо» (Москва) — триразовий чемпіон СРСР (1960, 1965, 1976о), шестиразовий володар кубка СРСР (1949, 1952, 1960, 1968, 1972, 1986).

## Деталі матчу
| 18 травня 1987 |

| «Динамо» К  | 1 – 1    | «Торпедо» М    |
| ----------- | -------- | -------------- |
| Бєланов 81' | Протокол | 47' Ширинбеков |

| Центральний стадіон (Москва) Глядачів: 30 000 Арбітр: Іван Тимошенко (Ростов-на-Дону) |

|                                                    |       | Пенальті                                           |  |
| Безсонов · Блохін · Балтача · Дем'яненко · Бєланов | 5 — 4 | Агашков · Кобзєв · Полукаровй · Харін · Ширинбеков |  |

| ДИНАМО               |                      |     |
|                      |                      |     |
| ВР                   | Віктор Чанов         |     |
| ЗХ                   | Володимир Безсонов   |     |
| ЗХ                   | Сергій Балтача       |     |
| ЗХ                   | Олег Кузнецов        |     |
| ЗХ                   | Анатолій Дем'яненко  |     |
| ПЗ                   | Василь Рац           |     |
| ПЗ                   | Олексій Михайличенко |     |
| ПЗ                   | Андрій Баль          | 46' |
| ПЗ                   | Василь Євсєєв        | 55' |
| НП                   | Ігор Бєланов         |     |
| НП                   | Олег Блохін          |     |
| Заміни:              |                      |     |
| ПЗ                   | Павло Яковенко       | 46' |
| НП                   | Вадим Євтушенко      | 55' |
| Тренер:              |                      |     |
| Валерій Лобановський |                      |     |

| ТОРПЕДО         |                     |     |
|                 |                     |     |
| ВР              | Дмитро Харін        |     |
| ЗХ              | Олександр Полукаров |     |
| ЗХ              | Валентин Ковач      |     |
| ЗХ              | Сергій Пригода      | 67' |
| ЗХ              | Валерій Шавейко     |     |
| ПЗ              | Сергій Шавло        | 78' |
| ПЗ              | Юрій Савичев        |     |
| НП              | Володимир Кобзєв    |     |
| ПЗ              | Геннадій Гришин     |     |
| НП              | Олег Ширинбеков     |     |
| НП              | Сергій Агашков      |     |
| Запасні:        |                     |     |
| ЗХ              | Сергій Муштруєв     | 67' |
| ПЗ              | Валерій Плотников   | 78' |
| Тренер:         |                     |     |
| Валентин Іванов |                     |     |